# Dichostates
Dichostates is een kevergeslacht uit de familie van de boktorren (Cerambycidae). De wetenschappelijke naam van het geslacht werd voor het eerst geldig gepubliceerd in 1860 door Thomson.

## Soorten
Dichostates omvat de volgende soorten:
- Dichostates ayresi Distant, 1898
- Dichostates compactus Fairmaire, 1887
- Dichostates concretus (Pascoe, 1857)
- Dichostates lignarius (Guérin-Méneville, 1849)
- Dichostates magnus Aurivillius, 1925
- Dichostates muelleri Quedenfeldt, 1888
- Dichostates occidentalis Breuning, 1954
- Dichostates partealbicollis Breuning, 1978
- Dichostates proximus Veiga-Ferreira, 1966
- Dichostates pygmaeus Teocchi, 2001
- Dichostates quadripunctatus (Chevrolat, 1855)
- Dichostates quadrisignatus Hintz, 1912
- Dichostates rasplusi Sudre & Teocchi, 2006
- Dichostates renaudi Breuning, 1961
- Dichostates similis Breuning, 1938
- Dichostates strandi Breuning, 1935
- Dichostates tabularis Kolbe, 1897
- Dichostates trifasciculatus Teocchi, Jiroux & Sudre, 2004
- Dichostates trilineatus Hintz, 1912